# Progress M-10M
Progress M-10M (in russo: М Прогресс-10М), identificato per la NASA come Progress 42 o 42P, è un veicolo spaziale che è stato lanciato il 27 aprile 2011 a rifornire la Stazione spaziale internazionale. È stato il decimo veicolo spaziale Progress-M 11F615A60 ad essere lanciato, e ha il numero di serie 410. La sonda è stata fabbricata da RKK Energia, ed è gestito dalla agenzia spaziale federale russa. Il 29 aprile 2011 è arrivato alla stazione spaziale il Compartimento Pirs durante Expedition 27.

## Lancio
Progress M-10M è decollato dalla piattaforma di lancio numero 1 del cosmodromo di Baikonur alle 13:05 UTC del 27 aprile 2011. Il Progress ha raggiunto l'orbita preliminare prevista dopo nove minuti del lancio. I comandi di bordo sono stati attivati per spiegare le comunicazioni del veicolo spaziale e le antenne di navigazione e la produzione di energia da pannelli solari. Una serie di accensioni del motore oltre i prossimi due giorni ha guidato il veicolo spaziale verso un collegamento logico con la Stazione spaziale internazionale (ISS).

## Docking
Progress M-10M ha autonomamente volato per due giorni dopo il lancio ed è arrivata alla ISS il 29 aprile 2011, con successo nell'aggancio alla porta nadir del Pirs alle 14:19 UTC. L'aggancio si è verificato in quanto i due veicoli spaziali erano in viaggio 220 miglia (354 km) sopra la Mongolia occidentale. Il collegamento logico è accaduto poco più di cinque ore prima del lancio del primo tentativo della NASA Space Shuttle Endeavour sulla missione STS-134. Il lancio dello Shuttle è stato rimandato.

## Cargo

### Inventario
Massa totale carico consegnato: 2645 kg